# Václav Noid Bárta
Václav Noid Bárta (Praga, Checoslovaquia, 27 de octubre de 1980), nacido como Václav Bárta, es un cantante, compositor y actor checo que representó a la República Checa, junto con Marta Jandová, en el en Festival de la Canción de Eurovisión 2015, con la canción «Hope Never Dies».

## Biografía

### Carrera musical
Tras heredar de su familia el interés por la música y por las artes en general, el vocalista forma en 1999 junto con amigos suyos, una banda de Nu-metal llamada Dolores Clan. Con este grupo, Václav llegó a publicar un total de cinco discos de los cuales cuatro fueron publicados sin respaldo discográfico. La popularidad de la banda comenzó a crecer cuando en el 2004 la banda fue contratada por la sucursal checa de EMI. Ese mismo año, Dolores Clan actuaron como teloneros de la banda Limp Bizkit en un concierto en Praga. A pesar de todo, el éxito de la banda fue efímero y el año siguiente se disolvió.
Tras esta etapa, Václav formó parte del efímero grupo Noid Crew y poco después, comenzaría su carrera musical en solitario y también su trayectoria como actor en obras de teatro, películas de cine, series de televisión y musicales.
Su primer disco, titulado Rány (Heridas) fue publicado bajo el sello discográfico Suprahon en el 2012. De este disco, caracterizado por un sonido entre el Rock y el Nu-metal, se desprendieron dos canciones de éxito: "Poušť" (Desierto) y "Ráchel".
Un año después, el cantante publica su segundo álbum con Warner Music en el que evoluciona a un sonido menos contundente, más melódico y más sentimental. Los dos singles que se extrajeron del disco fueron "Moře kupodivů" (El mar de las rarezas) y "V divadle tvém" (En tu teatro). 
También en el 2013, Václav funda una compañía de producción de vídeos musicales y empieza componer también para otros artistas como "Bára Basiková" para la que produjo varias canciones y para la que también produjo uno de los videoclips de su álbum de regreso.

### Vida personal
Václav Noid Bárta estuvo casado en un breve matrimonio con la cantante Lucie Bilá desde el año 2006 hasta dos años después. 
En el 2010 tuvo un romance con  Eliška Bučková que se rompió tres años después a pesar de que la pareja ya se había comprometido. 
A mediados del 2013 Václav Noid Bartá comienza una relación con la modelo Gabriela Dvořáková, con la que se casó un año después y con la que tiene una hija llamada Tereza.

## Discografía

### Con Dolores Clan
- Demo (1999)
- Promo (2000)
- When Rap meet Rock (2001)
- Společney pohyb (Movimiento articular) (2002)
- Prwotní strach (Miedo al miedo) (2004

### En solitario

#### Álbumes
- Rány (Heridas) (2012)

- Václav Noid Bárta (2013)

- Jedinej krok (El único paso) ( (2015)

#### Sencillos
- V horečkách (Febril) (2007)

- Poušť (Desierto) (2012)
- Když to nečekáš (Si no lo esperas...) (2012)
- Ráchel (2012)
- V divadle tvém (En tu teatro) (2013)
- Moře kupodivů (El mar de las rarezas) (2013)
- Jedinej Krok (El único paso) (2015)
- Hope never dies (2015)
- Jdi za štěstím (Vete a buscar suerte) (2015)
- Ďábel mě má rád (El diablo me ama) (2016)
- Euridiké (Eurídice) (2017)

### Compositor

#### En películas
- Nelítostně (2008)
- Kajínek (2010)
- Němcová! (2010)
- Obchoďák (2012)

#### Para otros artistas
- Bára Basiková - Belleville (álbum) (2013)
- Kamila Nyvltova - Je to hrich (single) (2014)
- Jana Zena Zenahlikova - Short Change Hero (single) (2014)
- Kamil Střihavka - Ztracenej (single) (2014)

## Filmografía

### Actuando
- Láska je láska (2009)
- Elixír života (2009) - Davel
- Excalibur
- Kájínek (2010) - Křížek
- Carmen (2012) - García
- Obraz Doriana Greye
- Robin Hood - Robin
- Hamlet - Hamlet
- Jesus Christ Superstar - Jesús
- Aida - Radames
- Lucie, větší než malé množství lásky - Daniel
- Svatby v Benátkách - Milánek
- Bonnie & Clyde (2016) - Clyde Barrow